# Tonnerre (gemeente)
Tonnerre is een gemeente in het Franse departement Yonne (regio Bourgogne-Franche-Comté). De plaats maakt deel uit van het arrondissement Avallon. Tonnerre telde op 1 januari 2022 4.268 inwoners.

## Geografie
De oppervlakte van Tonnerre bedroeg op 1 januari 2022 58,27 vierkante kilometer; de bevolkingsdichtheid was toen 73,2 inwoners per km².
De Armançon stroomt door de gemeente en evenwijdig met deze rivier loopt het Bourgondisch Kanaal. Ten zuiden van de Armançon begint het Plateau du Montbellant.
De onderstaande kaart toont de ligging van Tonnerre met de belangrijkste infrastructuur en aangrenzende gemeenten.

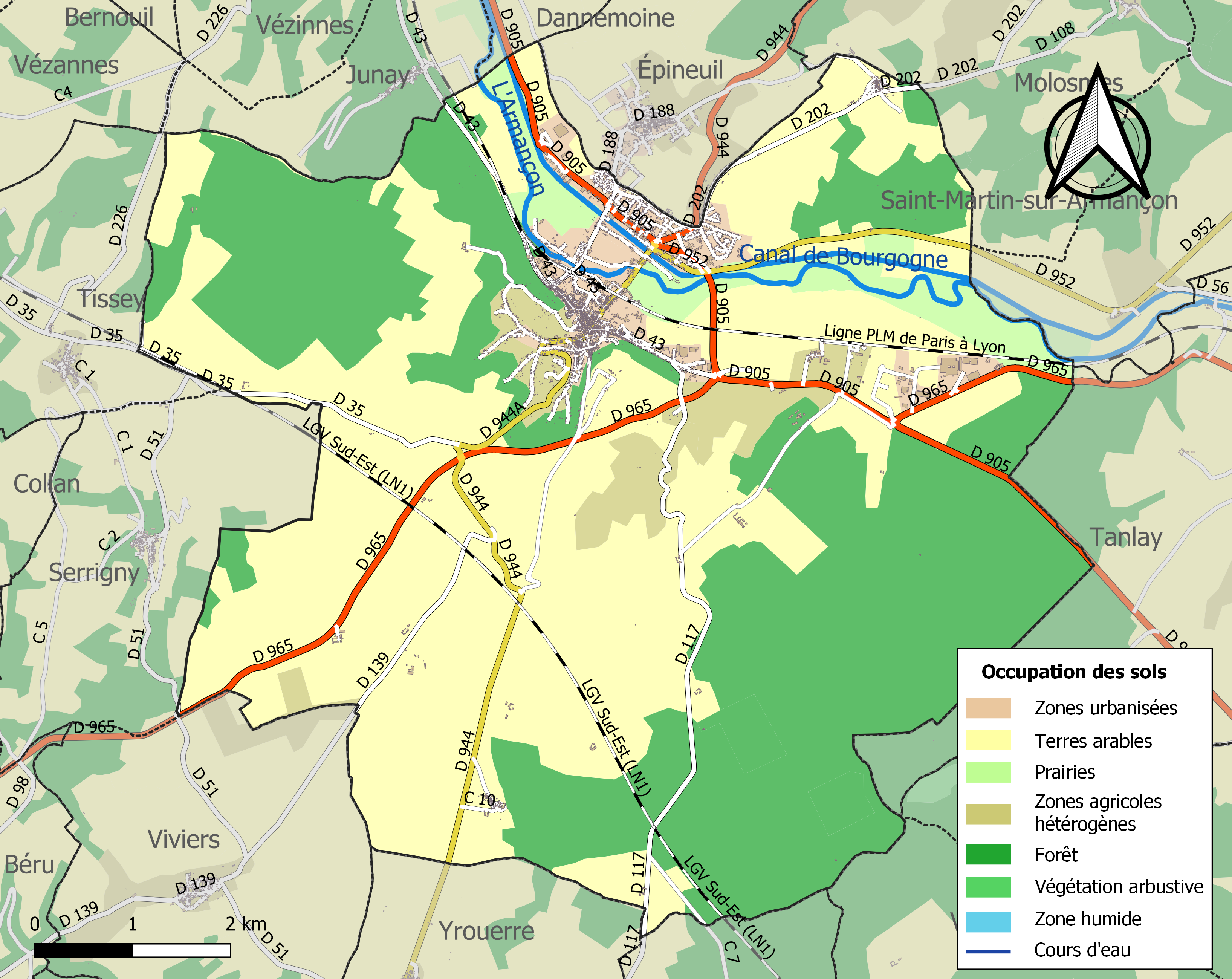

## Verkeer en vervoer
In de gemeente ligt spoorwegstation Tonnerre op de lijn Parijs-Lyon-Marseille.

## Bezienswaardigheden
- de Fosse Dionne, een historisch washuis
- het Hôtel-Dieu de Tonnerre, een voormalig hospitaal
- de Sint-Petruskerk (11e en 16e-17e eeuw)
- de Onze-Lieve-Vrouwkerk (16e-17e eeuw)
- de markthal (1904)
- de wijngaarden

## Geschiedenis
Een oudste nederzetting ontstond mogelijk al in de 5e eeuw op het plateau boven de Armançon. Dit was de hoofdstad van de pagus tornodorensis, later het graafschap Tonnerre. In de middeleeuwen ontstonden nog twee andere bewoningskernen. Een lage stad aan de oever van de rivier en een woonkern bij de Abdij Saint-Michel. De stad leed erg onder de Honderdjarige Oorlog. In 1359 stichtten de Engelsen brand in de stad. En in 1414 werd de hoge stad vernietigd door de hertog van Bourgondië en de lage stad werd voortaan het centrum van de stad. Tonnerre werd in 1556 getroffen door een zware stadsbrand maar werd herbouwd.

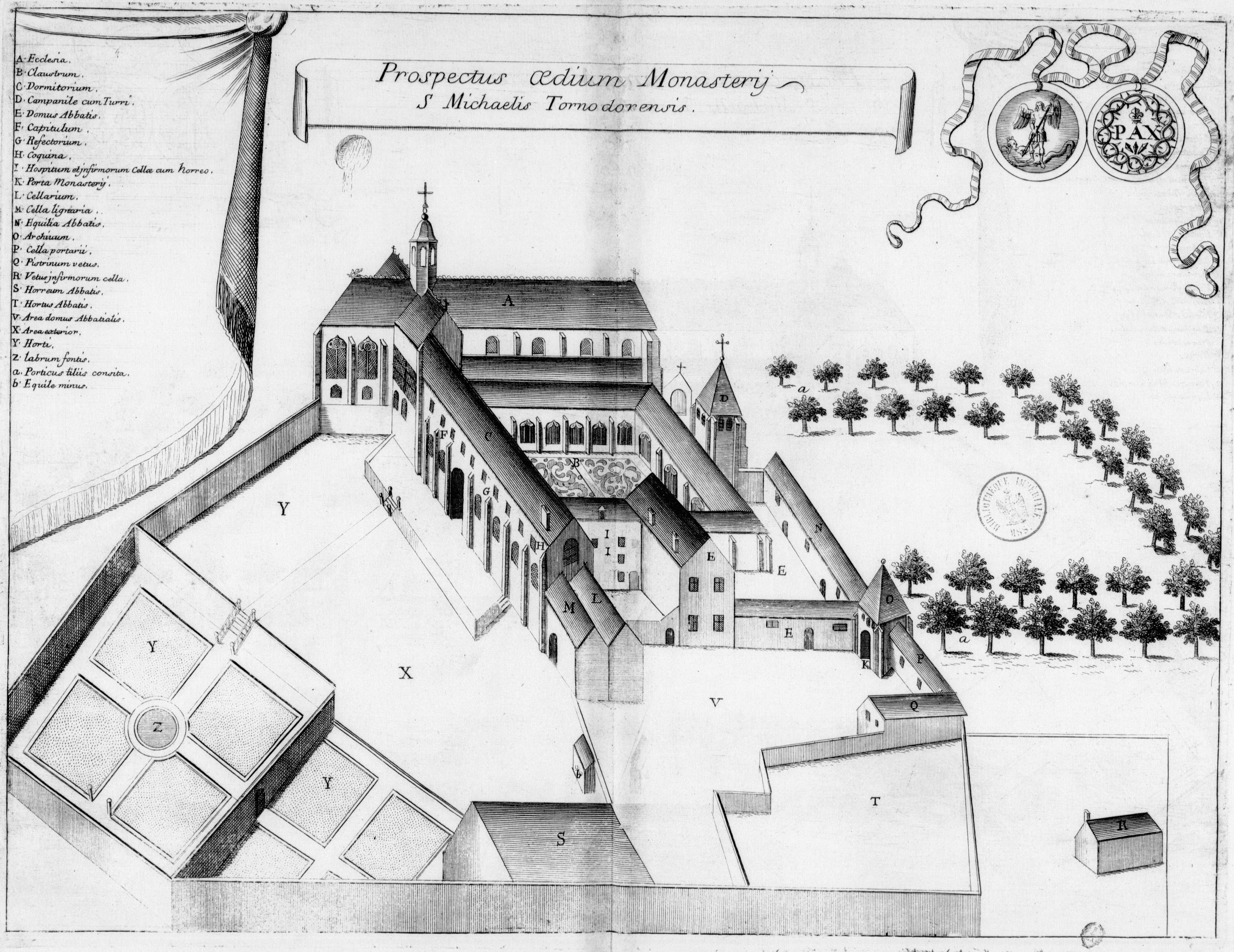
De Abdij Saint-Michel in Monasticon Gallicanum, 17e eeuw

Na de Franse Revolutie werd Tonnerre de onderprefectuur van een arrondissement. In de 19e eeuw werd het Bourgondisch Kanaal geopend en kwam er een spoorwegstation. In 1926 verhuisde de onderprefectuur van Tonnerre naar Avallon. Tonnerre leed oorlogsschade in 1940 en in 1944, vooral de wijk Saint-Michel werd getroffen. Vanaf de jaren 1960 groeide de gemeente met de komst van industrie en de bouw van nieuwe woonwijken zoals Prés-Hauts en Lices. Vanaf de jaren 1990 kwam er een terugval van de economie en van de bevolking.

## Demografie
Onderstaande figuur toont het verloop van het inwonertal (bron: INSEE-tellingen).

## Partnersteden
- Dobříš (Tsjechië)

## Geboren
- Charles d’Éon de Beaumont, Chevalier d'Éon (1728-1810), auteur en diplomaat